# Crombrugghia reichli
Crombrugghia reichli is een vlinder uit de familie vedermotten (Pterophoridae). De wetenschappelijke naam is voor het eerst geldig gepubliceerd in 1998 door Arenberger.
De soort komt voor in Europa.